# Äthiopisches Henochbuch

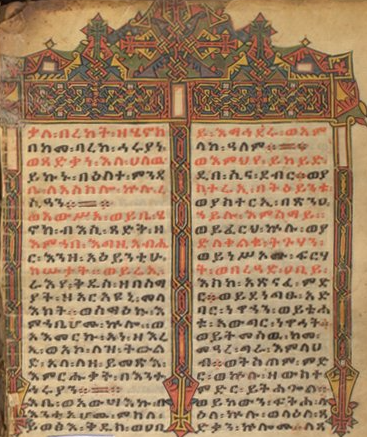
Beginn des äthiopischen Henochbuches in der Handschrift Gunda Gunde 151

Das äthiopische Henochbuch (oder Erstes Henochbuch, Abkürzung 1 Hen oder äthHen) gehört zu den so genannten Pseudepigraphen des Alten Testaments. Es umfasst eine umfangreiche Sammlung apokalyptischer Henoch-Traditionen mit unterschiedlichen Entstehungszeiten. Die ältesten Teile des Henoch-Buches dürften aus dem 3. Jh. v. Chr. stammen. Im Henochbuch finden sich apokalyptische Schilderungen wie in der Johannesoffenbarung und im Danielbuch, sie sind jedoch deutlich älter als diese. Die Offenbarung wird meist auf etwa 95 n. Chr. datiert, Daniel auf 167 v. Chr. Das Henochbuch ist somit die älteste bekannte apokalyptische Schrift.
Fragmente des Textes liegen auf Aramäisch, Hebräisch, Griechisch, Syrisch und Koptisch vor. Vollständig ist das Werk nur in der altäthiopischen Fassung überliefert. Dies ist der Tatsache zu verdanken, dass das Buch Teil des biblischen Kanons der äthiopischen Kirche ist. Die äthiopische Übersetzung beruht auf griechischen und aramäischen Henoch-Schriften. In den jüdischen Kanon oder denjenigen anderer christlicher Kirchen wurde das Werk nicht aufgenommen.

## Entdeckung der aramäischen Fassung in Qumran

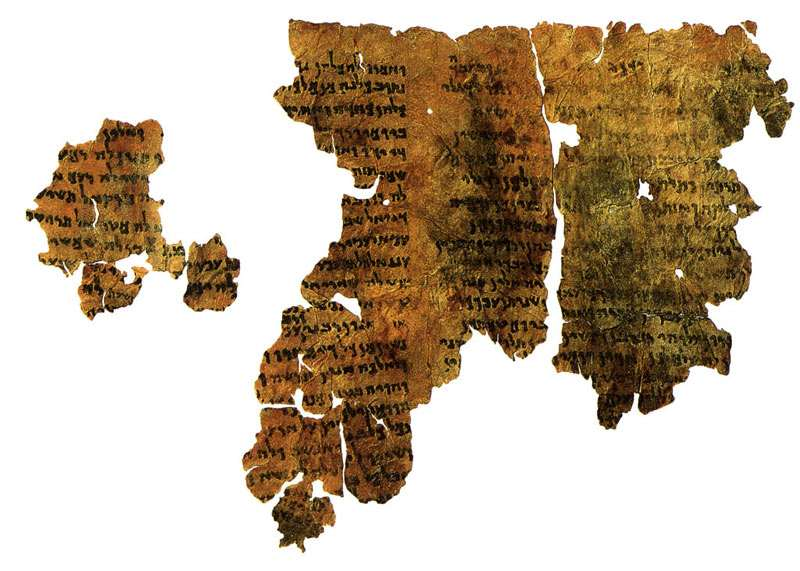
Aramäisches Fragment des Ersten Henochbuchs aus Qumran (4QEn^{a} ar = 4Q201)

Große Teile des Henochbuches wurden 1948 zusammen mit anderen Werken in den Höhlen von Qumran gefunden, und zwar in aramäischer Sprache, was wahrscheinlich die Originalsprache darstellt. Teile des Henochbuchs sind enthalten in den Qumrantexten 4Q201 bis 4Q202, 4Q204 bis 4Q212 und 1Q19.
Nicht in den Qumran-Funden enthalten ist das (Teil-)Buch der Bildreden. Es wurde schon immer vermutet, dass dieser Teil des Henochbuches erst in christlicher Zeit entstanden sei. Die Qumran-Funde nähren diese Vermutung zusätzlich. Man kann daher davon ausgehen, dass die Essener im 1. Jahrhundert v. Chr. das Werk zu einem großen Teil kannten.
In welchem Zusammenhang das sogenannte Gigantenbuch, eine vor den Qumran-Funden nur aus der Überlieferung der Manichäer bekannte Henoch-Apokalypse, zu dem äthiopischen Henochbuch steht, bleibt unklar. Eines der Fragmente des Gigantenbuchs (4Q203) und das Henochbuch waren offenbar Teil der gleichen Sammelschrift.

## Biblische Bezüge
Henoch, der Nachkomme Adams in siebenter Generation (1 Mos 5,18–23 ), wurde gemäß der Bibel bei lebendigem Leib in den Himmel entrückt (1 Mos 5,24 ). Dort heißt es:

„Und Henoch wandelte mit Gott, nachdem er Metuschelach gezeugt hatte, 300 Jahre und zeugte Söhne und Töchter. Und alle Tage Henochs betrugen 365 Jahre. Und Henoch wandelte mit Gott; und er war nicht mehr da, denn Gott nahm ihn hinweg.“

Außer Henoch wurde von den Personen des Alten Testaments nur noch der Prophet Elija entrückt (2 Kön 2,11 ). Henoch soll auf dem Weg zum Himmel diverse Offenbarungen von Engeln und Gott selbst erhalten haben. Im neutestamentlichen Judasbrief wird das Henochbuch zitiert (Judas 14–15 ).
Das Wächterbuch weist Parallelen zu Tobit  auf, was auf die Verarbeitung einer gemeinsamen Überlieferung hinweist.
Weiter wurden inhaltliche Bezüge des Einleitungsteiles (insbesondere 1 Hen 1) zur Segensrede des Mose in Dtn 33  angenommen.

## Gliederung
Das Buch Henoch wird von Siegbert Uhlig wie folgt gegliedert:

### Das Buch der Wächter (Kapitel 1–36)
- Henochs Rede über das kommende Schicksal der Gerechten und der Sünder (Kapitel 1–5)
- Der Fall der Engel (Kapitel 6–16)
  - Henochs Vision (12–16)
- Henochs kosmische Reisen (Kapitel 17–36)
  - Die erste Reise (17–19)
  - Die sieben Erzengel (20)
  - Die zweite Reise (21–36)
    - Der Gerichtsort der gefallenen Engel (21)
    - Die Unterwelt und das Feuer im Westen (22–23)
    - Die sieben Berge und der Baum des Lebens, der gesegnete Ort und seine Berge und Schluchten (24–26)
    - Die Schlucht der Verfluchten (27)
    - Die Reise nach Osten (28–33)
    - Die Reise nach Norden (34)
    - Die Reise nach Westen (35)
    - Die Reise nach Süden (36)

### Die Bilderreden (Kapitel 37–71)
- Beginn der Weisheitsrede (Kapitel 37)
- Erste Bilderrede (Kapitel 38–44)
  - Das kommende Gericht über die Sünder (38)
  - Der Ort der Gerechten und des Erwählten (39)
  - Die vier Erzengel (40)
  - Astronomische Geheimnisse (41–44)
- Zweite Bilderrede (Kapitel 45–57)
  - Der Erwählte und das Schicksal der Sünder und der Gerechten (45)
  - Das Haupt der Tage und der Menschensohn (46)
  - Das Gebet der Gerechten und ihre Rettung (47–48)
  - Weisheit und Macht des Erwählten (49)
  - Wandlung, Auferstehung und Trennung im Gericht (50–51)
  - Die Metallberge und die Herrschaft des Erwählten (52)
  - Die beiden Gerichtstäler (53,1–54,6)
  - Das Flutgericht (54,7–55,2)
  - Das Strafgericht an Azazel und seinem Anhang (55,3–56,4)
  - Der Kampf der Parther und Meder gegen das Land der Auserwählten (56,5–8)
  - Die Rückkehr der Wagen (57)
- Dritte Bilderrede (Kapitel 58–71)
  - Der Segen der Gerechten (58)
  - Das Geheimnis von Blitz und Donner (59)
  - Das Beben des Himmels und der Ort von Behemoth und Leviathan (60)
  - Das Gericht der Gerechten (61)
  - Das Gericht der Könige und Mächtigen und ihre Reue (62–63)
  - Die gefallenen Engel kommen zu den Menschen (64)
  - Noahs Rettung im Flutgericht (65,1–67,3)
  - Das Gericht über die Engel, die die Geheimnisse preisgaben (67,4–69,25)
  - Der Menschensohn auf dem Thron (69,26–29)
  - Henochs Versetzung ins Paradies (70)
  - Henochs Himmelsreise (71)

### Das Astronomische Buch (Kapitel 72–82)
- Sonne und Mond (Kapitel 72)
- Das wechselnde Licht des Mondes (Kapitel 73)
- Das Solarjahr (Kapitel 74)
- Die Sterne (Kapitel 75)
- Die zwölf Winde, die vier Weltgegenden, die sieben Berge und die Gewässer (Kapitel 76–77)
  - Die zwölf Winde (76)
  - Die vier Himmelsrichtungen (77,1–3)
  - Die sieben Berge, sieben Flüsse und sieben Inseln (77,4–8)
- Die Lunarphasen (Kapitel 78)
- Das Lunarjahr (Kapitel 79,1–80,1)
- Die Änderung der kosmischen Ordnung durch die Sünde der Menschen (Kapitel 80,2–8)
- Henochs Auftrag (Kapitel 81,1–82,3)
- Die Sternhierarchie (Kapitel 82,4–20)

### Das Buch der Traumvisionen (Kapitel 83–91)
- Erste Vision: Das Sintflutgericht (Kapitel 83–84)
- Zweite Vision (Tierapokalypse): Die Weltgeschichte bis zur Aufrichtung des messianischen Reiches (Kapitel 85–90)
  - Der Beginn der Menschheitsgeschichte (85)
  - Der Engelfall und das Gericht durch die sieben Erzengel (86–88)
  - Die Sintflut (89,1–9)
  - Von Noahs Tod bis zum Exodus (89,10–27)
  - Die Wüstenwanderung, die Gesetzgebung und die Landnahme (89,28–40)
  - Von der Richterzeit bis zum Tempelbau (89,41–50)
  - Von der Reichsteilung bis zur Zerstörung Jerusalems (89,51–67)
  - Die siebzig Hirten – erste Periode: Exil und Rückkehr (89,68–71)
  - Die siebzig Hirten – zweite Periode: von Kyros bis zu Alexander dem Großen (89,72–79)
  - Die siebzig Hirten – dritte Periode: von Alexander bis zur Seleukidenherrschaft (90,1–5)
  - Die siebzig Hirten – vierte Periode: Seleukidenherrschaft und Makkabäeraufstand (90,6–12)
  - Der letzte Angriff der Heiden (90,13–19)
  - Das Gericht über die Sterne, die Hirten und die verblendeten Schafe (90,20–27)
  - Das messianische Reich (90,28–38)
- Die Ermahnung der Nachkommen Henochs (Kapitel 91)

### Henochs Epistel (Kapitel 92–108)
- Henochs Weisheitslehre und die Zehnwochenapokalypse (Kapitel 92,1–5; 93,1–10; 91,11–17)
- Gottes Weisheit und die Mahnungen an die Gerechten (Kapitel 93,11–94,5)
- Wehe über die Sünder und Warnungen an die Gerechten (Kapitel 94,6–104,13)
- Gott und sein Sohn bei den Gerechten (Kapitel 105)
- Wunder bei der Geburt Noahs (Anhang) (Kapitel 106–107)
- Mahnschrift Henochs an Methusala (Anhang) (Kapitel 108)

## Inhalt
Das Buch handelt einerseits von Henoch, der während seines irdischen Daseins in den Himmel entrückt wurde und dem so alle himmlischen und göttlichen Geheimnisse offenbart wurden, andererseits vom Fall der Engel.
In der Einleitung wird Henoch als Prophet dargestellt, der eine Vision vom kommenden Gericht empfängt. Aus diesem Teil des Henochbuches (I,9) wird im Judasbrief zitiert.
Im Buch der Wächter wird zuerst erzählt, wie einige Engel um ihren Anführer Semjasa beschließen, auf der Erde Frauen zu nehmen (vgl. 1 Mos 6,1–4 ). Wie auch sonst in der Mythologie kann eine solche Vermischung zwischen der himmlischen und der irdischen Sphäre nicht gut ausgehen. Nachdem die Engel auf Erden sich beliebig Frauen genommen haben, gebären diese Riesen, welche die Erde verheeren. Dies löst den Zorn Gottes aus, so dass er die Engel aus dem Himmel verbannt und am Jüngsten Tag in einen Feuersee werfen will. Über die Erde wird Gott eine Sintflut ergehen lassen, um die Riesen zu bekämpfen. Die Engel bitten Henoch, für sie durch eine Bittschrift bei Gott um Gnade zu flehen. Dieser Wunsch wird von Gott jedoch abgelehnt. Henoch muss danach wiederum als Bote fungieren und dies den gestürzten Engeln mitteilen. Bei der anschließenden Himmelsreise Henochs wird ausführlich der Himmel und seine Umgebung geschildert, wohin Henoch entrückt wurde. Es werden auch Hinweise auf einen Feuersee gezeigt – ein Motiv, das dann in der Johannes-Offenbarung aufgenommen wird.
In den vermutlich später hinzugekommenen Bilderreden wird viel vom Menschensohn gesprochen. Unklar bleibt, ob damit der künftige Messias, den er an der rechten Seite des Thrones Gottes sieht, oder Henoch selbst gemeint ist.
Im sogenannten Astronomischen Buch wird von einer flachen Erde gesprochen, die auf Säulen ruht. Der Mond und die Sonne finden sich an Fäden aufgehängt und kreisen um die Erde. Zwei Riesentiere, der Behemoth und der Leviathan, werden als männliches und weibliches Ungeheuer beschrieben, die in der Wüste und im Meer leben.
Henoch kehrt noch einmal zur Erde zurück und erfährt in einem Traum, was seinem Urenkel Noach widerfahren wird und wie dieser von der Sintflut errettet wird. In der sogenannten Tierapokalypse zeigt Gott dem bestürzten Henoch, was mit der Welt und dem Volk Israel bis zur Verbannung Judas nach Babylon passieren wird, dies alles symbolisch mit Tierbildern, dabei symbolisieren Schafe das Volk Israel. Den Traum erzählt er seinem Sohn Methusalem als Warnung. Schließlich wird er endgültig im Himmel aufgenommen.

## Literarische Gattung
Zur Frage, welcher literarischen Gattung das Wächterbuch zuzuordnen ist, gibt es in der Forschung keinen Konsens. Man ist sich aber einig darüber, dass 1 Henoch insgesamt als apokalyptisches Buch zu bezeichnen ist.

## Rezeption
Im äthiopischen Henochbuch erscheint erstmals im jüdischen Kulturraum eine ausführliche Beschreibung des Himmels sowie des Totenreichs, das nicht mit der Hölle zu verwechseln ist. Vielmehr kommt Henoch bei seiner Himmelsreise an schrecklichen Orten vorbei, wo die gefallenen Engel gefangen gehalten werden (1 Hen 21). Diese Beschreibungen haben vermutlich sowohl im Christentum als auch im Islam die Lehre von Himmel und Hölle beeinflusst und wurden in diesem Fall jeweils entsprechend weiter ausgeschmückt. Der Tanach kennt diese Form der Hölle nicht.

## Textausgaben und Übersetzungen
chronologisch absteigend geordnet
- George W. E. Nickelsburg, James C. VanderKam: 1 Enoch: A New Translation. Fortress, Minneapolis 2004, ISBN 0-8006-3694-5 (englische Übersetzung).
- Daniel C. Olson: Enoch: A New Translation. TX: Bibal, North Richland Hills 2004, ISBN 0-941037-89-4.
- Matthew Black (mit James C. VanderKam): The Book of Enoch; or, 1 Enoch. A new English edition with commentary and textual notes. With an Appendix on the 'astronomical' chapters by O. Neugebauer. SVTP 7, Brill, Leiden 1985, ISBN 90-04-07100-8 (englische Übersetzung und Kommentar).
- Siegbert Uhlig: Das äthiopische Henochbuch. In: Werner Georg Kümmel, Hermann Lichtenberger (Hrsg.): Jüdische Schriften aus hellenistisch römischer Zeit. Bd. 5: Apokalypsen, L. 6, Gütersloh 1984, S. 461–780, ISBN 3-579-03956-3. (mit Einleitung, deutscher Übersetzung und Kommentar)
- Ephraim Isaac: 1 (Ethiopic Apocalypse of) Enoch, Charlesworth, James Hamilton (Hrsg.): The Old Testament Pseudepigrapha. Vol. 1: Apocalyptic Literature and Testaments, Garden City, New York: Doubleday 1983, S. 5–89, ISBN 0-385-09630-5 (englische Übersetzung, Einleitung)
- Michael A. Knibb. The Ethiopic Book Of Enoch., 2 Bde., Oxford: Clarendon 1978 / ND 1982. (Bd. 1: Text und Apparat, Bd. 2: englische Übersetzung und Kommentar)
- Paul Riessler: Altjüdisches Schrifttum außerhalb der Bibel. Kerle, Freiburg & Heidelberg 61988, S. 353–451 (deutsche Übersetzung)
- R. H. Charles, W. O. E. Oesterley: The Book of Enoch. London 1917, ISBN 0-281-05821-0
- Francois Martin: Le livre d’Hénnoch. Traduit sur le texte éthiopien. Edition Letouzey, Paris 1906.
- Andreas Gottlieb Hoffmann: Das Buch Henoch in vollständiger Übersetzung mit fortlaufendem Kommentar, ausführlicher Einleitung und erläuternden Exkursen. Jena 1833.